# Saussurea
Saussurea là một chi thực vật có hoa trong họ Cúc (Asteraceae).
Chi này chứa khoảng 300-415 loài là bản địa khu vực ôn đới, núi cao và ven Bắc cực thuộc châu Âu, châu Á và Bắc Mỹ. Sự đa dạng lớn nhất trong chi này là ở khu vực Himalaya, cao nguyên Thanh-Tạng và Trung Á. Các tên gọi phổ biến trong tiếng Trung cho các loài thuộc chi này là phong mao cúc (风毛菊), tuyết liên hoa (雪莲花, cho một số loài như S. involucrata, S. laniceps, S. medusa, S. quercifolia), phá huyết đan (破血丹, S. acrophila) hay thụy linh thảo (瑞苓草, S. nigrescens).
Chúng là thực vật thân thảo sống lâu năm, với chiều cao từ các loài thấp lùn núi cao chỉ 5–10 cm tới các loài cao tới 3 m trông giống như các cây kế (Carduus, Cirsium và Onopordum). Lá mọc thành một nơ lá rậm rạp ở sát gốc và sau đó uốn lượn lên phần thân mang hoa. Các hoa mọc thành một đầu hoa rậm rạp gồm nhiều cụm hoa nhỏ, thường được bao quanh bởi lông tơ mịn như len màu trắng hay tía; các chiếc hoa riêng lẻ cũng có màu trắng hay tía. Lông tơ rậm nhất ở các loài núi cao, có tác dụng điều chỉnh nhiệt của hoa, giảm thiểu tổn hại do sương giá ban đêm cũng như ngăn ngừa tổn hại do tia cực tím dưới ánh nắng chói chang trong khu vực núi cao.
De Candolle đặt tên chi này theo họ của nhà địa chất kiêm nhà thám hiểm Alp người Thụy Sĩ là Horace-Bénédict de Saussure (1740-1799) và con trai ông là nhà hóa học thực vật Nicolas-Théodore de Saussure (1767–1845).

## Phân loại
Saussurea được Sergej Julievitsch Lipschitz và Moisey Elevich Kirpicznikov (1979) chia ra thành các phân chi và tổ như sau:
- Phân chi Jurinocera: 2 loài.
- Phân chi Eriocoryne: 26 loài.
  - Tổ Eriocoryne: 17 loài.
  - Tổ Pseudoeriocoryne: 4 loài.
  - Tổ Cincta: 5 loài.
- Phân chi Amphilaena: 24 loài.
  - Tổ Amphilaena: 19 loài.
  - Tổ Pseudoamphilaena: 5 loài.
- Phân chi Theodorea: 20 loài.
  - Tổ Theodorea: 16 loài.
  - Tổ Maritimae: 4 loài.
- Phân chi Frolovia: 6 loài.
  - Tổ Aucklandia: 2 loài.
  - Tổ Frolovia: 4 loài.
- Phân chi Saussurea: 316 loài.
  - Tổ Depressae: 10 loài.
  - Tổ Jurineiformes: 3 loài.
  - Tổ Jacea: 5 loài.
  - Tổ Acaules: 13 loài.
  - Tổ Laguranthera: 54 loài.
  - Tổ Elatae: 12 loài.
  - Tổ Pycnocephala: 19 loài.
  - Tổ Cyathidium: 36 loài.
  - Tổ Rosulascentes: 15 loài.
  - Tổ Saussurea: 149 loài.

Một số loài mà Lipschitz và Kirpicznikov đặt trong chi Saussurea thì hiện tại được xếp trong các chi như Aucklandia, Frolovia, Lipschitziella, Himalaiella, Shangwua.

## Sử dụng
Một số loài núi cao trong khu vực Himalaya được trồng làm cây cảnh vì có các đầu hoa đẹp. Chúng là những loại cây khó trồng do đã thích nghi với điều kiện khắc nghiệt ở độ cao 3.500–5.000 m như nhiệt độ thấp, thời kỳ ngủ đông dài (tới 8–10 tháng), yêu cầu cao về đất sỏi nhiều mùn và có độ thoát nước rất tốt.
Nhiều loài Saussurea được sử dụng trong y học cổ truyền, như S. arenaria, S. epilobioides, S. involucrata, S. laniceps, S. leucoma, S. medusa, S. obvallata và S. stella. Một vài loài trong số này được thu hái và tiếp thị với số lượng lớn, vì thế cần có sự bảo vệ nghiêm ngặt hơn trong môi trường sống tự nhiên của chúng.

## Các loài
Một số loài trong chi Saussurea như sau:
- Saussurea acromelaena. Trung Quốc.
- Saussurea acrophila. Trung Quốc.
- Saussurea acroura.
- Saussurea acuminata.
- Saussurea acutisquama.
- Saussurea aerjingensis.
- Saussurea ajanensis.
- Saussurea alaschanica.
- Saussurea alata.
- Saussurea alatipes.
- Saussurea alberti.
- Saussurea albescens. Tây Himalaya.
- Saussurea alpina. Bắc và trung châu Âu, tây bắc châu Á.
- Saussurea amabilis.
- Saussurea amara. Trung Quốc, Nga.
- Saussurea americana. Miền tây Bắc Mỹ.
- Saussurea amurensis. Trung Quốc.
- Saussurea andersonii.
- Saussurea andryaloides.
- Saussurea angustifolia. Khu vực Bắc cực thuộc đông bắc châu Á, Alaska, Canada.
- Saussurea apus.
- Saussurea arctecapitulata.
- Saussurea arenaria. Trung Quốc.
- Saussurea asbukinii.
- Saussurea aster.
- Saussurea atkinsonii.
- Saussurea atrata.
- Saussurea auriculata. Himalaya, miền tây Trung Quốc.
- Saussurea baicalensis.
- Saussurea baoxingensis.
- Saussurea baroniana.
- Saussurea bartholomewii.
- Saussurea bella.
- Saussurea bhutkesh. Himalaya.
- Saussurea blanda.
- Saussurea bodinieri. Trung Quốc.
- Saussurea bullockii. Trung Quốc.
- Saussurea cana. Trung Quốc.
- Saussurea candolleana. Himalaya.
- Saussurea ceratocarpa. Kashmir.
- Saussurea chinnampoensis. Trung Quốc.
- Saussurea chrysotricha. Himalaya.
- Saussurea controversa. Nga.
- Saussurea cordifolia. Trung Quốc.
- Saussurea costus. Đông Himalaya.
- Saussurea crispa. Himalaya.
- Saussurea deltoidea. Himalaya, Trung Quốc, Đài Loan.
- Saussurea densa. Khu vực Bắc cực thuộc đông bắc châu Á, Canada, Montana.
- Saussurea dhwojii. Himalaya.
- Saussurea discolor. Khu vực miền núi Trung Âu.
- Saussurea dolichopoda. Trung Quốc.
- Saussurea donkiah. Himalaya.
- Saussurea dutaillyana. Trung Quốc.
- Saussurea dzeurensis. Trung Quốc.
- Saussurea elegans. Kavkaz.
- Saussurea epilobioides. Trung Quốc.
- Saussurea fastuosa. Himalaya, tây Trung Quốc.
- Saussurea formosana. Đài Loan.
- Saussurea forrestii. Himalaya.
- Saussurea frondosa. Trung Quốc.
- Saussurea glandulosa. Đài Loan.
- Saussurea globosa. Trung Quốc.
- Saussurea gnaphalodes. Himalaya, tây Trung Quốc.
- Saussurea gossypiphora. Himalaya.
- Saussurea graminea. Trung Quốc.
- Saussurea graminifolia. Himalaya.
- Saussurea grandiflora. Trung Quốc.
- Saussurea heteromalla. Himalaya.
- Saussurea hieracioides. Himalaya, tây Trung Quốc.
- Saussurea hookeri. Himalaya.
- Saussurea involucrata. Himalaya, (Vansemberuu) Mông Cổ.
- Saussurea iodostegia. Trung Quốc.
- Saussurea japonica. Nhật Bản, Triều Tiên, bắc Trung Quốc.
- Saussurea kanaii. Himalaya.
- Saussurea kanzanensis. Đài Loan.
- Saussurea kingii. Trung Quốc.
- Saussurea kiraisanensis. Đài Loan.
- Saussurea laminamaensis. Himalaya.
- Saussurea laniceps. Trung Quốc.
- Saussurea lanuginosa. Trung Quốc.
- Saussurea lappa. Himalaya.
- Saussurea leontodontoides. Himalaya.
- Saussurea leucoma. Trung Quốc.
- Saussurea licentiana. Trung Quốc.
- Saussurea likiangensis. Tây nam Trung Quốc.
- Saussurea linearifolia. Himalaya.
- Saussurea longifolia. Trung Quốc.
- Saussurea manshurica. Bắc Trung Quốc.
- Saussurea medusa. Trung Quốc.
- Saussurea mongolica. Tây Trung Quốc, Mông Cổ.
- Saussurea namikawae. Himalaya.
- Saussurea neofranchetii. Trung Quốc.
- Saussurea nepalensis. Himalaya.
- Saussurea nigrescens. Trung Quốc.
- Saussurea nishiokae. Himalaya.
- Saussurea nivea. Trung Quốc.
- Saussurea nuda. Alaska.
- Saussurea obvallata. Himalaya, bắc Myanmar và tây nam Trung Quốc.
- Saussurea oligantha. Trung Quốc.
- Saussurea otophylla. Trung Quốc.
- Saussurea pachyneura. Himalaya.
- Saussurea parviflora. Nga, Trung Quốc.
- Saussurea pectinata. Trung Quốc.
- Saussurea peguensis. Trung Quốc.
- Saussurea phaeantha. Trung Quốc.
- Saussurea pinetorum. Trung Quốc.
- Saussurea piptathera. Himalaya.
- Saussurea platyphyllaria. Himalaya.
- Saussurea polycephala. Trung Quốc.
- Saussurea polystichoides. Himalaya.
- Saussurea populifolia. Trung Quốc.
- Saussurea porcii. Karpat.
- Saussurea pulchella. Nhật Bản, Triều Tiên, bắc Trung Quốc, đông Siberia.
- Saussurea pygmaea. Alps, Karpat.
- Saussurea quercifolia. Trung Quốc.
- Saussurea romuleifolia. Trung Quốc.
- Saussurea roylei. Himalaya.
- Saussurea runcinata. Trung Quốc.
- Saussurea salsa. Nga, Trung Quốc.
- Saussurea simpsoniana. Himalaya.
- Saussurea sobarocephala. Trung Quốc.
- Saussurea spicata. Himalaya.
- Saussurea stafleuana. Himalaya.
- Saussurea stella. Trung Quốc.
- Saussurea stracheyana. Himalaya.
- Saussurea sughoo. Himalaya.
- Saussurea taraxacifolia. Himalaya.
- Saussurea tangutica. Tây Á.
- Saussurea topkegolensis. Himalaya.
- Saussurea tridactyla. Himalaya.
- Saussurea turgaiensis. Nga.
- Saussurea uniflora. Himalaya.
- Saussurea ussuriensis. Trung Quốc, miền đông Nga.
- Saussurea veitchiana. Miền trung Trung Quốc.
- Saussurea velutina. Trung Quốc.
- Saussurea viscida. Alaska.
- Saussurea weberi. Dãy núi Rocky (Colorado, Montana, Wyoming).
- Saussurea wernerioides. Himalaya.
- Saussurea yakla. Himalaya.